# Раденицька сільська рада
| Раденицька сільська рада — колишній орган місцевого самоврядування у Мостиському районі Львівської області з адміністративним центром у с. Раденичі. Історична дата утворення: в 1940 році. Сільській раді підпорядковані населені пункти: - с. Раденичі - с. Хатки - с. Чижевичі |

## Склад ради
Рада складається з 16 депутатів та голови.

### Керівний склад ради
| ПІБ                       | Основні відомості                                                                             | Дата обрання | Дата звільнення |
| ------------------------- | --------------------------------------------------------------------------------------------- | ------------ | --------------- |
| Дум'як Богдан Ярославович | Сільський голова, 1968 року народження, освіта, член Всеукраїнського об'єднання «Батьківщина» | 26.03.2006   | 31.10.2010      |
| Дум'як Богдан Ярославович | Сільський голова, 1968 року народження, освіта вища, безпартійний                             | 31.10.2010   |                 |

Примітка: таблиця складена за даними джерела